# Epilissus antoetrae
Epilissus antoetrae är en skalbaggsart som beskrevs av Renaud Maurice Adrien Paulian 1975. Epilissus antoetrae ingår i släktet Epilissus och familjen bladhorningar. Inga underarter finns listade i Catalogue of Life.